# سوء السلوك القضائي
يحدث سوء السلوك القضائي عندما يتصرف القاضي بأساليب ينظر إليها على أنها غير أخلاقية أو أنها تمثل انتهاكًا لالتزامات القاضي بضرورة تحري السلوك الحيادي. ومن الأعمال التي يمكن تصنيفها على أنها سوء سلوك قضائي: السلوك الذي يؤثر سلبًا على الإدارة الفاعلة والسريعة لأعمال المحاكم؛ واستغلال منصب القاضي في الحصول على معاملة خاصة للأصدقاء أو الأقارب؛ وقبول الرشاوى أو الهدايا أو غيرها من الامتيازات الشخصية المتعلقة بالمنصب القضائي؛ والانخراط في مناقشات غير ملائمة مع الأطراف أو هيئة المستشارين لصالح جانب واحد من القضية؛ ومعاملة الخصوم أو المحامين بأسلوب شنيع وعدائي بطريقة واضحة؛ وانتهاك المعايير الإلزامية الأخرى الخاصة بالسلوك القضائي كتلك القيود المفروضة على الدخل الخارجي ومتطلبات الإقرار المالي؛ والسلوكيات التي تتم خارج نطاق أداء الواجبات الرسمية إذا كان لهذا السلوك تأثير انحيازي على إدارة أعمال المحاكم بين الأشخاص العقلانيين. وتعد الإعاقة حالة مؤقتة أو دائمة تجعل القاضي غير قادر على أداء مهام المنصب القضائي الخاصة. انظر قواعد السلوك القضائي. 
تشير لجنة التحقيق القضائي إلى لجنة من القضاة يتم اختيارها للتحقيق في شكاوى سوء السلوك القضائي ضد القضاة المتهمين بممارسة سوء السلوك القضائي. ومن النادر تعيين اللجان الاستقصائية القضائية. وطبقًا لإحصاءات المحكمة الأمريكية، تم تحرير 18 شكوى فقط من بين 1484 بممارسة سوء السلوك القضائي في محاكم الولايات المتحدة في الفترة بين سبتمبر 2004 وسبتمبر 2007، مما يبرر تشكيل لجان التحقيق القضائية.